# Conóceme
Conóceme es el décimo disco de la sevillana Pastora Soler. Estrenado el 10 de septiembre de 2013, alcanzó el puesto número dos en iTunes tras estrenarse. Ya cuándo el disco se pudo reservar, también alcanzó el puesto número dos de la misma lista musical. La primera canción que se pudo escuchar del disco fue Te Despertaré, que fue estrenado el sábado 22 de julio. Otros singles fueron "Espérame" y "Vive"
El Disco debutó en el Número 2 de la Lista de los Discos más Vendidos - Promusicae.

## Canciones del álbum
1. Te Despertaré - 3:56
2. Espérame - 4:05
3. Vive - 3:15
4. Fuimos - 3:40
5. Conóceme - 3:46
6. Pasa La Vida - 3:16
7. Cambiando - 3:40
8. Te Voy A Recordar Así - 4:10
9. No Me Rendiré - 4:07
10. Si Vuelvo A Empezar - 4:02
11. Madre - 3:14

- Datos: Q15080199